# Summorum Pontificum
Summorum Pontificum is een motu proprio van paus Benedictus XVI dat op 7 juli 2007 gepubliceerd werd en op 14 september 2007, op het feest van de Kruisverheffing, van kracht werd. Met dit motu proprio gaf Benedictus XVI meer ruimte om de H. Mis te vieren volgens de Tridentijnse ritus. Het document bevat een inleiding en twaalf nieuwe wettelijke regelingen met betrekking tot de viering van de Mis volgens het Romeins Missaal (1570) van paus Pius V, herzien in 1962 door paus Johannes XXIII.
In zijn schrijven stelt Benedictus dat het Missale Romanum van paus Paulus VI, de gewone uitdrukking is van de Lex orandi van de Katholieke Kerk van de Latijnse ritus, terwijl het Missale Romanum van de heilige Pius V en door de zalige Johannes XXIII opnieuw uitgegeven, dient beschouwd te worden als de buitengewone vorm
van dezelfde Lex orandi van de Kerk. Beiden zijn twee gebruiken van de éne Romeinse ritus. 
Verder schrijft de paus dat de Editio typica van het Romeins missaal van het jaar 1962 nooit werd afgeschaft en dat de Tridentijnse liturgie wegens het eerbiedwaardige en oude gebruik ervan de gepaste eer dient te genieten.
Volgens het motu proprio mag elke priester, mits voldoende geschoold, voor zichzelf de Mis volgens het missaal van 1962 lezen. Gelovigen mogen hierbij aanwezig zijn op aanvraag bij de betreffende priester. Een groep parochianen mag vragen om een viering van de H. Mis volgens de Tridentijnse liturgie te organiseren. De parochiepriester dient welwillend te staan tegenover dit verlangen. Ziet hij toch onoverkomelijke bezwaren, dan is beroep op de bisschop mogelijk. Ook de sacramenten van doopsel, biecht en oliesel/ziekenzalving mogen volgens de liturgische boeken van 1962 worden gevierd.
In Nederland is één kerk tot rectoraat verheven ten behoeve van de Tridentijnse ritus. Het betreft de Sint-Agneskerk in Amsterdam Oud-Zuid. In deze kerk worden uitsluitend missen volgens de buitengewone vorm van de Romeinse ritus gecelebreerd. De priesters zijn lid van de pauselijke Priesterbroederschap van Sint-Pieter (FSSP).